# ルガル・キトゥン
ルガル・キトゥン（𒈗𒆠𒂅, lugal-ki-tun₃、Lugal-kitun）は、古代メソポタミア、ウルク第1王朝の王。
ウルク第1王朝の12代目（最後）のルガルであるが詳細は不明。
シュメール王名表では、36年統治したとされる。ルガル・キトゥンはウル第1王朝のメスアンネパダによって打倒され、ウルク第1王朝は終焉を迎えた。